# みちのくひとり旅
「みちのくひとり旅」（みちのくひとりたび）は、1980年8月5日に発売された山本譲二のシングルであり、2024年現在、山本最大のヒット曲である。

## 解説
師匠である北島三郎に音楽ディレクター・馬渕玄三と作曲者の三島大輔を紹介され、本曲を聴かされると、山本は土下座して本曲の提供を懇願した。
発売から2か月以上が経過した1980年10月31日放送分の日本テレビ系『カックラキン大放送!!』にて披露したが、その時点では特に大きな話題とはならなかった。発売から4か月後に関西の有線放送で話題になり、発売から10か月が経過した1981年6月29日放送のフジテレビ系『夜のヒットスタジオ』にて披露したことで人気に火がついた。
発売から9か月経過した1981年5月4日付のオリコンチャートにて96位に初登場、その約4か月後の8月31日付けで8位を記録した。以降22週にわたりオリコンベスト10入りするロングヒットとなり、同年の『第32回NHK紅白歌合戦』に初出場を果たした。
TBS系『ザ・ベストテン』に通算24週ランクインし、1981年の年間ベストテンでは第2位を獲得した（翌1982年の年間ベストテンでは第69位）。同番組では「5週連続第6位」という珍記録を残し「第1位を獲得するより難しいでしょう」と山本は苦笑していた。
1994年、2002年、2006年の3回にわたってシングルCDとして再発売された。累計売上は100万枚を超える。
楽曲の形式は、[A A' B C]を（2回または3回）繰り返し、最後に[D D']を繰り返す（Dが「サビ」、すなわちクライマックス）というもの。演歌を含めた一般のポピュラーソングでは[AB]C（Cが「サビ」）またはそれに類似した形式が多い中、楽曲の最後で16小節に及ぶサビが一度だけ現れるこの曲の形式は異例と言える。上記Cをあえて小さなクライマックスに留めることで、リピートの度に“不充足感”が高まるが、穏やかな曲調に変化はなく、このまま終わるかと思われたところで突然サビとなる。それまでは叙情的だったメロディとリズムが一転して叩きつけるような激しさとなり、最高音が繰り返され、歌手も聴き手もそれまで澱んでいた感情の解放へ導かれるよう工夫されている。
ご当地ソングであるが、「松島（宮城県）」「白河（福島県）」と、離れた地名が2つ現れるのみで、他には「みちのく」を連想させるような描写はない。
次作「旅の終りはお前」は本曲のメロディーを踏襲している。作詞を手掛けた市場馨は丹古晴己の変名とされるが、実際は丹古とその弟子・水木翔子による共同筆名に近い。
山本はこの曲について「歌手として、男として、自分を生かしてくれた曲。人生に結びついている僕の宝物です」と語っている。元々のタイトルは「最後の女」だったが、山本本人が担当ディレクターの馬渕氏に「みちのくひとり旅」にタイトルを変えるよう依頼した。本曲は当初、小林旭に提供されたものの、小林が自分には合わないとして歌唱を断った。小林は本曲のヒットを喜んでいた。
B面「チェランサスの夢」は一転してタンゴ調のムード歌謡となっている。「チェランサス」はウォールフラワーの一種である。

## 収録曲
1. みちのくひとり旅 (3分47秒)
作詞：市場馨／作曲：三島大輔／編曲：斉藤恒夫
2. チェランサスの夢 (4分3秒)
作詞・作曲：中山大三郎／編曲：若草恵

## カバー
- 藤圭子（1981年、アルバム「螢火-右・左-」）
- 美空ひばり（1982年、アルバム「人恋酒〜最新演歌名曲名唱集」）
- 冠二郎（1999年、アルバム「男のさすらい〜愛しき人よ」）
- What's Love?（2001年シングル「泣けるほど」、2002年アルバム「温故知新」）
- 大江裕（2010年、アルバム『演歌大将・大江裕 ～日本列島 歌飛脚I～』）山本のオリジナルと同じ斉藤恒夫の編曲
- 柏原芳恵（2010年、アルバム「アンコール2」）
- 山内惠介（2013年、アルバム「時代を超えた同歳（おないどし）」）
- 最上川司（2015年、アルバム 『奥の唄道』）